# Henry Corbin
Henry Corbin (* 14. April 1903 in Paris; † 7. Oktober 1978 ebenda) war ein französischer Philosoph, Theologe und Professor für Islamwissenschaften an der École pratique des hautes études in Paris.

## Leben
Corbin wurde in Paris geboren. Seine Mutter starb im Wochenbett und er wuchs bei einer Tante auf. Als Jugendlicher entwickelte er ein starkes Interesse an Musik, das in seinem späteren Werk deutliche Spuren hinterließ. Obwohl protestantisch getauft, besuchte er die katholische Klosterschule Saint-Maur und dann kurzzeitig das Priesterseminar St. Sulpice in Issy-les-Moulineaux. Im Alter von neunzehn Jahren erhielt er am Institut Catholique de Paris ein Zertifikat in Scholastischer Philosophie. Anschließend studierte er u. a. bei dem renommierten Thomisten Étienne Gilson an der religionswissenschaftlichen Sektion der École pratique des hautes études (EPHE). Er erwarb 1925 die Licence in Philosophie und drei Jahre später das Diplom der EPHE. In seiner Abschlussarbeit behandelte er Stoizismus und Augustinianismus im Denken des spanischen Dichters Luis de León. Ebenfalls 1928 schloss er seine Studien des Arabischen, des Persischen und des Türkischen an der École nationale des langues orientales ab. Im selben Jahr lernte er Louis Massignon kennen, den Professor für islamische Soziologie am Collège de France, welcher Corbin die Schriften des iranischen Mystikers und Philosophen Suhrawardi aus dem 12. Jahrhundert näherbrachte. Die Schriften dieses Denkers, dessen philosophische Wurzeln außer im Islam auch in den religiösen Vorstellungen des antiken Griechenland und in anderen prophetischen Religionen des Nahen Ostens liegen, entfalteten einen enormen Einfluss auf Corbins Leben und Werk.
Seine spirituelle Suche ging jedoch weit über die westliche Scholastik und die islamische Mystik hinaus. In den 1920er und den frühen 1930er Jahren befasste er sich eingehend mit evangelischer Theologie und verstand sich selbst als evangelischer Christ. Er studierte die deutsche theologische Tradition, lehrte Martin Luther, Søren Kierkegaard und Johann Georg Hamann und übersetzte die frühen Arbeiten Karl Barths ins Französische. Eine weitere Station war seine Begegnung mit Martin Heideggers phänomenologischer Arbeit Sein und Zeit in den frühen 1930er Jahren.
Im Jahr 1933 heiratete er Stella Leenhardt, die Tochter des Ethnologen Maurice Leenhardt. 1939 reiste das Paar nach Istanbul, um Manuskripte zu einer kritischen Suhrawardi-Ausgabe zu sammeln. Sie blieben dort bis zum Ende des Krieges. Im Jahr 1945 reisten die Corbins zum ersten Mal in den Iran, wo er eine einjährige Lehrtätigkeit an der Universität Teheran aufnahm. Corbin betrachtete den Iran bald als zweites Zuhause, das deutliche Spuren in seinem Denken hinterließ. 1949 besuchte Corbin erstmals eine der jährlichen Eranos-Tagungen im schweizerischen Ascona, wo er neben C. G. Jung, Mircea Eliade, Gershom Scholem, Adolf Portmann und anderen zu den wichtigsten Teilnehmern zählte. 1954 übernahm er als Nachfolger Louis Massignons den Lehrstuhl für Islam und arabische Religionen an der École pratique des hautes études, den er bis 1974 innehatte. Seit den 1950er Jahren verbrachte er seine Zeit abwechselnd in Teheran, Paris und Ascona. Bei seinen Aufenthalten in Teheran machte er die Bekanntschaft mit Allameh Tabatabai, mit dem er in regem intellektuellen Austausch stand.
Sein veröffentlichtes Werk umfasst mehr als 200 kritische Editionen, Übersetzungen, Bücher und Artikel. Seine letzte Schrift erschien im Juni 1978 und trägt den Titel „Augen des Feuers: Die Wissenschaft der Gnosis“. Er starb am 7. Oktober desselben Jahres im Alter von 75 Jahren in Paris.

## Werk
Corbin war maßgeblich beteiligt an einem Paradigmenwechsel innerhalb der Studien der islamischen Philosophie. In seiner Histoire de la philosophie islamique (1964) widerlegt er die verbreitete Auffassung, dass die Philosophie unter den Muslimen nach Ibn Ruschd zu einem Ende gekommen sei, und zeichnete stattdessen die lebendige philosophische Tätigkeit nach, die in der östlichen islamischen Welt – vor allem in Iran – fortging und bis in unsere Zeit anhält.
Die Biografie und die Karriere Corbins können in drei Phasen unterteilt werden. In der ersten Phase in den 1920er und 1930er Jahren forschte er noch primär über westliche Philosophie. In der Zeit von 1939 bis 1946 studierte er die Werke Suhrawardis und die sogenannte Illuminationsphilosophie. Eine dritte Phase begann 1946 und befasste sich mit der Einführung in die östliche und islamische Philosophie.
Die drei Hauptwerke, auf denen sein Ruf weitgehend beruht, wurden in den 1950er Jahren auf Französisch veröffentlicht und handeln von Avicenna, Ibn Arabi und dem Sufismus im Allgemeinen. Seine späteren Arbeiten zum zentralasiatischen und iranischen Sufismus erschienen auf Englisch mit einer Einführung von Zia Inayat Khan unter dem Titel „The Man of Light in Iranian Sufism“. Sein bis heute weder auf Deutsch noch auf Englisch vorliegendes Hauptwerk ist das vierbändige „En Islam iranien : Aspects spirituels et philosophiques“.

## Positionen
Zu den wichtigsten Positionen, die Corbin in seinem Werk vertritt, zählt die Verteidigung der Spiritualität und die Betonung der Vorstellungskraft als eines Mittels, um Zugang zu Gott und ein Verständnis für die Schöpfung zu erlangen. Als höchste Form der schöpferischen Fantasie betrachtete Corbin das Gebet, als deren Gegenteil hingegen eine starke, buchstabentreue Textbezogenheit in den Religionen. Corbin verband seine vehemente Kritik sowohl am Götzendienst als auch am Dogmatismus und an der Institutionalisierung von Religion mit einer radikalen Bewertung der Lehre von der Menschwerdung Gottes. Er war protestantischer Christ, lehnte ein christozentrisches Geschichtsbild jedoch ab. Seine Vorstellung einer Theologie des Heiligen Geistes umfasst Judentum, Christentum und Islam als Manifestationen einer einzigen zusammenhängenden Geschichte der anhaltenden Beziehung zwischen dem Individuum und Gott, was ihn für die Anerkennung einer übergeordneten Einheit der abrahamitischen Religionen plädieren ließ. Er war ein leidenschaftlicher Verteidiger der zentralen mystischen Bedeutung des Individuums als endgültigen Abbilds des Göttlichen, das ihm als die Verbindung zwischen der menschlichen Seele und dem Gesicht des himmlischen Zwillings galt, die jedem Menschen in einer eigenen, einzigartigen Weise erscheine und ethische Bindung par excellence sei. Diese mystische Spiritualität hängt laut Corbin von der Fähigkeit der menschlichen Seele ab, ihren Weg in Richtung der Engel und somit der Vollkommenheit zu finden. Der Status der Person sei nicht einfach ein Geschenk, das der Einzelne bei der Geburt erhält; es sei ein Ziel, das erreicht werden muss. Die wahre Reise des menschlichen Lebens findet nach Corbin auf einer vertikalen Skala statt. Der Fortschritt auf diesem Weg bemisst sich nach der Fähigkeit zur Liebe und mithin nach der Fähigkeit, Schönheit wahrzunehmen.
Corbins Mystik zielt nicht auf weltverneinende Askese, sondern auf die Betrachtung der gesamten Schöpfung als einer Theophanie, einer Erscheinung des Göttlichen. Schönheit ist ihm die höchste Theophanie, und die Liebe zu einem menschlichen Wesen von ebensolcher Schönheit kein Hindernis für unsere Vereinigung mit dem Göttlichen, sondern eine Schwelle der göttlichen Leidenschaft. Diese Vision hat viel gemeinsam mit dem, was als Schöpfungsspiritualität bekannt geworden ist, und die Figur des himmlischen Zwillings ähnelt dem Konzept des kosmischen Christus.

## Vermächtnis und Einfluss
Corbins Arbeit wurde von etlichen Autoren aus einer Vielzahl von Gründen kritisiert. Kollegen wie Algar, Adams, Chittick, Walbridge, Ziai und Wasserstrom zweifelten seine wissenschaftliche Objektivität an, weil sie nach ihrer Ansicht gelegentlich von seiner eigenen theologischen Voreingenommenheit für schiitische Sichtweisen suspendiert wurde. Zugleich wurde ihm vorgeworfen, ahistorisch naiv und politisch reaktionär zu sein, seine spirituelle und politische Haltung wurde als elitär kritisiert. Außerdem attestierte man ihm eine Nähe zum iranischen Nationalismus.
Andererseits übten Corbins Ideen von Beginn an starken Einfluss auf verschiedene Autoren und Wissenschaftler aus. Zu ihnen zählen an erster Stelle einige renommierte Gelehrte des Sufismus und des islamischen Denkens wie Seyyed Hossein Nasr, William Chittick, Christian Jambet, Mohammad Ali Amir-Moezzi, Hermann Landolt, Pierre Lory, James Cowan, James Morris und Todd Lawson. In England machten seine Schriften bei den Mitgliedern der Temenos Academy Schule. Corbin war eine wichtige Quelle für die archetypische Psychologie von James Hillman und andere, die die Psychologie C. G. Jungs weiterentwickelten. Der amerikanische Literaturkritiker Harold Bloom zitiert Corbin als jemanden, der bedeutenden Einfluss auf seine eigene Vorstellung von Gnosis habe. Freunde und Kollegen Corbins riefen in Frankreich eine Gesellschaft für die Verbreitung seiner Arbeit durch Tagungen, Kolloquien und die Veröffentlichung seines schriftlichen Nachlasses (L’Association des Amis de Henry Corbin et Stella) ins Leben.

## Veröffentlichungen (Auswahl)
- Avicenne et le récit visionnaire. 2. Auflage. Teheran 1954.
  - Übersetzung: Avicenna and the visionary recital. Princeton University Press, Princeton (New Jersey) 1960 (= Bollingen Series. Band 66).
- Histoire de la philosophie islamique, Collection idées No. 38, Gallimard, Paris 1964
- Creative Imagination in the Sufism of Ibn 'Arabi. Princeton University Press, 1969. (Re-issued in 1998 as Alone with the Alone.)
- En Islam Iranien: Aspects spirituels et philosophiques (4 vols.). Gallimard, 1971-3. (Zusammenfassung; PDF; 127 kB)
- Spiritual Body & Celestial Earth: From Mazdean Iran to Shi'ite Iran. Princeton University Press, 1977.
- Le Paradoxe du Monothèisme. Ed. de l'Herne (Le Livre de Poche), 1981.
- Cyclical Time & Ismaili Gnosis. KPI, 1983.
- L'Homme et Son Ange: Initiation et Chevalerie Spirituelle. Fayard, 1983.
- Face de Dieu, Face de l'homme: Hermeneutique et soufisme. Flammarion, 1983.
- Temple and Contemplation. KPI, 1986.
- Die smaragdene Vision : der Licht-Mensch im persischen Sufismus (frz. Orig.: L’ homme de lumière dans le soufisme iranien). München: Diederichs, 1989